# Sukhmalpur Nizamabad
Sukhmalpur Nizamabad – miasto w północnych Indiach w stanie Uttar Pradesh, na Nizinie Hindustańskiej.
Populacja miasta w 2001 roku wynosiła 35 327 mieszkańców.